# Sivorjava tramovka
Sivorjava tramovka (znanstveno ime Gloeophyllum sepiarium) je gliva iz rodu tramovk (Gloeophyllum).

## Značilnosti
Klobuk je debel do 3 cm in doseže do 10 cm v premeru. Običajno raste postrani in ima polkrožno, razprostrto obliko. Površina je rdečkasto rjava do tobačno rjava, sveže zunanje rastno območje je oranžno rumeno. Je valovito razbrazdana in razdeljena, v mladosti ščetinasto dlakava, pri starejših primerkih gola.
Trosovnica je sestavljena iz podolgovatih rež in spominja na lističe, ki so medsebojno povezani, tako da tvorijo labirintu podobno strukturo. Bledo okraste stene labirinta se razlikujejo po debelini od enega primerka do drugega, vendar so običajno podobne širine kot reže.
Meso je tanko, temno rjavo, usnjato in prožno. Okus je blag ali rahlo grenak.

## Razširjenost in življenjski prostor
Razširjena je po vsem svetu. Raste v prekrivajočih se slojih kot gniloživka na odmrlih štorih in podrtih deblih iglavcev.

## Mikroskopske značilnosti
Trosni odtis je bele barve. Trosi so valjasti, sploščeni na eni strani, gladki in merijo 9–12 x 3–4,5 μm.

## Podobne vrste
- dišeča tramovka (Gloeophyllum odoratum) ima značilen vonj po janežu
- hojeva tramovka (Gloeophyllum abietinum) je temnejše barve brez rumenih in oranžnih odtenkov ter ohlapne in debele lističe.
- žoltorobi rjavopor (Phaeolus schweinitzii) ima svetlo rumen rob klobuka

## Uporabnost
Neužitna.
Pogosto napada lesene konstrukcije ograj, mostov in telegrafskih stebrov, na katerih dela škodo, saj povzroča hudo rjavo gnilobo lesa. Odporna je proti sušenju, visokim temperaturam in fungicidom.
Raziskava je pokazala, da sivorjava tramovka lahko odstrani do 94% kroma (VI) iz onesnažene zemlje v obdobju šestih mesecev. Ta postopek ni le zmanjšal strupenosti tal, temveč je tudi povečal vsebnost organskih snovi, ogljika, dušika in fosforja.
Raziskava je pokazala, da alkoholni ekstrakti te gobe delujejo protibakterijsko proti več bakterijskim sevom, vključno z Bacillus subtilis, Klebsiella pneumoniae, Acinetobacter baumannii, Enterobacter aerogenes in Pseudomonas aeruginosa.